# If There's a Rocket Tie Me to It
If There's a Rocket Tie Me to It, kortweg Rockets, is een nummer van de alternatieve rockgroep Snow Patrol. Het nummer werd uitgebracht als de derde en vierde single, afkomstig van het vijfde studioalbum A Hundred Million Suns uit oktober 2008. Het nummer werd in het Verenigd Koninkrijk en Ierland in maart uitgebracht als opvolger van Crack the Shutters, terwijl het in Nederland pas in augustus haar release kreeg, als opvolger van The Planets Bend Between Us. Naar aanleiding van de Nederlandse singlerelease gaf de band in de nacht van 21 op 22 juli een geheim concert in de Desmet Studios, waarna de band als supportact van U2 in de Amsterdam ArenA speelde.
De songteksten zijn geschreven door leadzanger Gary Lightbody en de verdere muziek door de band zelf. De songteksten zijn geïnspireerd door Lightbodies liefde voor de wetenschap en zijn positief getoond. Dit is een vertrek van de thema's van de vorige albums, waar de thema's meer op verbroken relaties lag. Ook op Crack the Shutters is de nieuwe richting te horen.
Hoewel het nummer door critici werd geprezen, faalde het om commercieel enig succes te behalen door onder andere de top honderd in de Britse UK Singles Chart niet te halen en in andere landen geen hitnotering te behalen, mogelijk vanwege het feit dat de single alleen digitaal werd uitgebracht, op de 7" fysieke release na.

## Achtergrondinformatie
In de periode rond de release van het album, werd er op de officiële website van de band een sectie geopend waarin Lightbody de nummers van het album besprak. Hierin, oorspronkelijk een interview met Ierse omroepmaatschappij RTÉ, noemde hij het nummer meer een love song dan een "break up record" en dat het nummer in de context staat van een wereld dat zowel angstaanjagend als mooi is, waardoor veel van de teksten naar de ruimte verwijzen. De songteksten zijn geìnspireerd op Lightbody's toen net ontdekte interesse voor de wetenschap. In een interview met The Sunday Times zei hij dat hij in zijn schoolperiode niet veel interesse voor de wetenschap had, maar dat het de afgelopen jaren was gaan groeien. Hij sprak over de positieve toon van de songtekst door te zeggen dat zijn teksten in het verleden negatief werden door zelfgeseling. Nu is het tegengestelde gebeurd. Het gaat over het realiseren dat we gewoon kleine puntjes zijn [in het heelal].

## Ontvangst
Bij de albumrecensies werd Rocket positief ontvangen. PopMatters noemde het nummer een gevoeligere aftrap van een album dan You're All I Have, de instante powerpop anthem dat Eyes Open opende. Het prees de zin waarin Lightbody zingt over het om zijn vinger wikkelen van een haar van zijn geliefde en noemde het de grens van zoetheid overschrijdend. The Independent noemde het nummer een poging om de stijl van de band te verbreden. Het nummer voelde intrigerend en merkte de conversationele toon en de verlegen manier waarop het gebracht werd, en voegde toe dat het mogelijk geïnspireerd is door Sufjan Stevens en dat het een van de pieken op het album was. De Daily Music Guide was minder onder de indruk van de single, en bekritiseerde dat dezelfde maten gedurende een minuut werden herhaald. Het nummer werd niet slecht bevonden, maar was ook niets fantastisch.
De Nederlandse Apply Some Pressure noemde het nummer een "fijne nummer waar niets op aan te merken is".

## Videoclip
De door Daniel Brereton geregisseerde videoclip ging in maart 2009 in première op de muziekwebsite van AOL. De clip begint met de camera gericht op de bandleden, die tijdens de winter op het strand lopen richting een huisje. Daar op het strand zijn enkele draden te vinden met de kenmerkende A Hundred Million Suns-sterren, die ook op de albumcover te zien zijn. Als het refrein begint, lichten de bandleden kaarsjes op waardoor wederom de sterren te zien zijn, die dit keer door middel van draden vanaf het plafond naar beneden hangen. Ook zijn er vliegende zakjes te zien met vlammetjes erin. In het tweede couplet loopt zanger Lightbody langs lampionnen en tijdens de climax (met daarna het tweede refrein) is de band weer te zien, terwijl ze het nummer spelen.

## Tracklist
Als B-kant wordt de Garageband mix van "In a Dream I Saw Satellites" gebruikt, een akoestisch nummer geschreven en uitgevoerd door Gary Lightbody.

### Promo-cd
1. "If There's a Rocket Tie Me to It (Radio Edit)" - 03:37

### Download
1. "If There's a Rocket Tie Me to It" - 04:20
2. "If There's a Rocket Tie Me to It" (Video) - 03:40

### 7" vinyl
1. "If There's a Rocket Tie Me to It" - 04:20
2. "In a Dream I Saw Satellites (Garageband Mix)"

## Medewerkers
Snow Patrol
- Gary Lightbody: vocalen, gitaar, achtergrondvocalen
- Nathan Connolly: gitaar, achtergrondvocalen
- Paul Wilson: basgitaar, achtergrondvocalen
- Jonny Quinn: drums
- Tom Simpson: keyboards

Productie
- Jacknife Lee: producer, extra gitaar
- Cenzo Townshend: mixer
- Neil Comber: mixer (assistent)
- John Davis: mastering